# عمربیگ تقی‌بایف
عمربیگ چیرقاشوویچ تقی‌بایف (به قرقیزی: Өмүрбек Текебаев) (زاده ۲۲ دسامبر ۱۹۵۸) سیاستمدار قرقیزستانی است که از مارس ۲۰۰۵ تا مارس ۲۰۰۶ به‌عنوان رئیس شورای عالی قرقیزستان خدمت کرده‌است. تقی‌بایف رهبر حزب سوسیالیست آتا میهن است. او هم‌اکنون سفیر قرقیزستان در جمهوری فدرال آلمان می‌باشد.

## اوایل زندگی
تقی‌بایف در ۲۲ دسامبر ۱۹۵۸ در استان جلال‌آباد، جمهوری سوسیالیستی قرقیزستان شوروی به دنیا آمد. او فارغ‌التحصیل رشته فیزیک از دانشگاه دولتی قرقیزستان است. او به‌عنوان معلم در آقمان بازار کورگونسکی، روستایی در استان جلال‌آباد کار کرد و در سال ۱۹۹۴ در رشته حقوق از دانشگاه ملی قرقیزستان فارغ‌التحصیل شد.

## زندگی شخصی
تقی‌بایف متأهل است و نام همسر او ایگول تقی‌بایوا می‌باشد. او دارای دو دختر و دو پسر است.

## زندگی سیاسی
تقی‌بایف یکی از چهره‌های مخالف دولت رئیس‌جمهور عسکر آقایف بود که از زمان استقلال قرقیزستان در اوایل دهه ۱۹۹۰ و پس از تلاشی اتحاد جماهیر شوروی بر این کشور حکومت می‌کرد. تقی‌بایف دو بار در انتخابات ۱۹۹۵ و ۲۰۰۰ نامزد انتخابات ریاست‌جمهوری شد. در سال ۲۰۰ او با فلیکس کولوف یک بلوک انتخاباتی تشکیل داد و با ۱۴ درصد آرا پس از آقایف در رتبه دوم قرار گرفت. مع‌الوصف، رهبران اپوزیسیون به‌طور گسترده ادعا کردند که تقلب در انتخابات صورت گرفته‌است.
در ۲۷ مارس ۲۰۰۵ تقی‌بایف پس از انتخابات پارلمانی ۲۰۰۵ رئیس پارلمان شد. در آشفتگی‌های سیاسی—انقلاب گل لاله قرقیزستان—آقایف مجبور به فرار از کشور شد و یک دولت موقت به ریاست رئیس‌جمهور قربان‌بیگ باقی‌یف مدعی قدرت شد. تقی‌بایف به‌عنوان یک شخصیت مهم در هرج و مرج انتقالی ظاهر شد. هم به دلیل نقش قانون اساسی که خود رئیس پارلمان بود و هم به دلیل اینکه آقایف از به رسمیت شناختن اختیار باقی‌یف به‌عنوان رئیس‌جمهور موقت امتناع کرد. در نهایت این مذاکرات شکست خورد و باقی‌یف در ژوئیه ۲۰۰۵ با پیروزی قاطع به‌عنوان رئیس‌جمهور انتخاب شد.
تقی‌بایف پس از درگیری سیاسی با رئیس‌جمهور باقی‌یف در ۲۷ فوریه ۲۰۰۶ استعفای خود را از ریاست پارلمان اعلام کرد.
در ۶ سپتامبر ۲۰۰۶، در چمدان تقی‌بایف در سفری به لهستان در حادثه‌ای که به‌طور کلی به‌عنوان یک چارچوب عمل در نظر گرفته می‌شود، هروئین پیدا شد.
تقی‌بایف به‌عنوان رئیس مشترک جنبش سیاسی برای اصلاحات، نقش کلیدی در سازماندهی اعتراضات سیاسی علیه رئیس‌جمهور باقی‌یف در نوامبر ۲۰۰۶ و آوریل ۲۰۰۷ ایفا کرد. او در آوریل ۲۰۱۷ پس از پرواز از وین در فرودگاه بیشکک بازداشت شد. دفتر دادستان کل کشور در بیانیه‌ای اعلام کرد که او در سال ۲۰۱۰ از یک سرمایه‌گذار روس رشوه یک میلیون دلاری گرفته‌است.
تقی‌بایف در ۱۶ اوت ۲۰۱۷ توسط دادگاهی به اتهام فساد و کلاهبرداری به هشت سال زندان محکوم شد. او هرگونه تخلفی را رد کرده و پرونده خود را دارای انگیزه سیاسی توصیف کرد.

## جوایز
- نشان مناس
- نشان جمهوری